# Barteria fistulosa
Barteria fistulosa is een boom, soms met holle stam, van de familie Passifloraceae uit het woud van Gabon. De plant wordt beschermd door mieren van het geslacht Tetraponera waarmee ze in symbiose leeft.